# Jason Dupasquier
Jason Dupasquier (Bulle, 7 de setembro de 2001 – Florença, 30 de maio de 2021) foi um motociclista suíço que competiu na MotoGP na categoria Moto3 pela equipe Prüstel GP.

## Carreira

### Início na Supermoto, passagem pela Alemanha e Red Bull Rookies Cup
Filho do ex-piloto de motocross Philippe Dupasquier e de uma portuguesa, Jason iniciou sua carreira em 2011 disputando campeonatos de Supermoto em seu país natal. Correu ainda na Junior Cup alemã e o campeonato nacional de Moto3, onde foi campeão em 2016 e abriu uma vaga no Mundial Junior da categoria em 2017.
Em 2018, uma lesão no fêmur o impediu de correr na Red Bull Rookies Cup, fazendo sua estreia apenas no ano seguinte. Encerrou a temporada em 8° lugar, com 102 pontos, e foi premiado com um contrato para disputar a Moto3 em 2020.

### Moto3
A estreia na divisão menor da MotoGP foi no GP do Qatar, pilotando uma KTM RC250GP da equipe Prüstel GP. Não terminou nenhuma corrida na zona de pontuação, tendo apenas um 17° lugar no GP da França como melhor posição de chegada, e terminou o campeonato na 28ª posição, 2 atrás do belga Barry Baltus e 6 à frente do alemão Dirk Geiger, que disputara apenas a etapa de Lusail.
Para 2021, continuou na Prüstel, agora com o japonês Ryusei Yamanaka como seu companheiro de equipe. Os primeiros pontos do suíço vieram no GP do Qatar, onde terminou em 10°. Foram outras 4 provas seguidas na zona de pontuação, com destaque para a 7ª posição no GP da Espanha, seu melhor resultado na Moto3.

## Morte
No final do treino classificatório para o GP da Itália, em Mugello, o suíço perdeu o controle de sua moto na saída da curva Arrabbiata 2 e foi atingido pelo japonês Ayumu Sasaki, ficando imóvel na pista. O piloto da Red Bull KTM Tech3 escapou sem ferimentos (embora saísse mancando e reclamando de dores de cabeça devido à queda), assim como o espanhol Jeremy Alcoba, que também foi envolvido no acidente. Levado ao Hospital Universitário de Careggi, em Florença, sofreu uma lesão torácica e um edema cerebral. 
Pouco depois do acidente, o comissário médico da Federação Internacional de Motociclismo, Giancarlo Di Filippo, declarou que Dupasquier estava "em condição muito séria". A Prüstel GP anunciou que não disputaria a corrida e Thomas Lüthi, também optou em não participar da prova na Moto2 para acompanhar a família do compatriota no hospital. Outro piloto suíço, Noah Dettwiler, decidiu não correr a segunda prova da Red Bull MotoGP Rookies Cup.
24 horas após o acidente, o Hospital Universitário de Careggi confirmou a morte de Dupasquier, em decorrência dos ferimentos sofridos no acidente. Esta foi a primeira morte na MotoGP desde 2016, quando o espanhol Luis Salom sofreu uma violenta queda no segundo treino livre do GP da Catalunha, e também a primeira vez que a divisão menor da categoria tem um acidente fatal desde 1993, onde o japonês Nobuyuki Wakai atropelou um fiscal na saída dos boxes em Jerez de la Frontera.

## Links
- Perfil no site da MotoGP (em inglês)